# San Ignacio (provincie)
San Ignacio is een provincie in de regio Cajamarca in Peru. De provincie heeft een oppervlakte van 4.990 km² en telt 148.364 inwoners (2015). De hoofdplaats van de provincie is het district San Ignacio.

## Bestuurlijke indeling
De provincie San Ignacio is verdeeld in zeven districten, UBIGEO tussen haakjes:
- (060902) Chirinos
- (060903) Huarango
- (060904) La Coipa
- (060905) Namballe
- (060901) San Ignacio, hoofdplaats van de provincie
- (060906) San José de Lourdes
- (060907) Tabaconas

Cajabamba · Cajamarca · Celendín · Chota · Contumazá · Cutervo · Hualgayoc · Jaén · San Ignacio · San Marcos · San Miguel · San Pablo · Santa Cruz